# Crucella subtilis
Crucella subtilis är en svampart som beskrevs av Marvanová & Suberkr. 1990. Crucella subtilis ingår i släktet Crucella, klassen Microbotryomycetes, divisionen basidiesvampar och riket svampar.   Inga underarter finns listade i Catalogue of Life.